# Condiloma acuminado oral
O condiloma acuminado é uma infecção sexualmente transmissível causada pelo HPV (human papilloma viruses). É caracterizada como uma proliferação papilar do epitélio paraqueratinizado com acantose proeminente da genitália, região perianal, boca, e laringe. Já foram identificados mais de 100 tipos de HPV. Desses, 24 tipos foram associados com lesões orais. Porém, os que são mais encontrados nos casos do condiloma acuminado oral são do tipo 6 e 10. As lesões constituem 20% de todas as IST diagnosticadas nas clínicas de IST e podem ser indicadoras de abuso sexual quando diagnosticadas em crianças. As lesões surgem após um período de incubação que varia de duas a oito semanas.  Não é incomum a presença concomitante de condilomas genitais e condilomas bucais.

## Características
Os condilomas são diagnosticados em adolescentes e adultos jovens, mas pessoas de todas as idades são suscetíveis. As lesões bucais ocorrem, com mais freqüência, na mucosa labial, palato mole e freio lingual. O condiloma típico apresenta-se como uma massa exofítica, séssil, rósea, firme e bem demarcada, com projeções superficiais rombudas e curtas. O tamanho médio das lesões do condiloma acuminado é de 1 a 1,5 cm, mas lesões bucais de até 3 cm tem sido relatadas. Histologicamente o condiloma acuminado aparece como uma proliferação benigna de epitélio escamoso estratificado acantóico, com projeções papilares superficiais levemente ceratóticas. 

## Transmissão
O mecanismo de transmissão do vírus para a mucosa oral ainda não esta bem esclarecido, acredita-se que seja através de sexo oral, podendo ou não ocorrer por auto-inoculação. A atividade sexual, quando exercida precocemente, aliada a um número alto de parceiros sexuais, juntamente com o fumo, paridade e outras doenças sexualmente transmissíveis podem contribuir para aumentar as chances de infecção pelo vírus. Na cavidade oral, é a língua o local mais freqüente de lesões pelo HPV, com incidência de 55% em um estudo realizado por Premoli de Percoco & Christensen em 1992. Outros locais na boca são: palato, mucosa bucal, gengiva, lábios, tonsilas, úvula e assoalho da boca. O assoalho da boca é um local de muita saliva, onde agentes cancerígenos, como álcool e fumo, aí dissolvidos, permitem maior oportunidade para ação deletéria viral.

## Diagnóstico
O diagnóstico é fundamentalmente clínico (anamnese e exame físico). Outro diagnóstico clássico é denominado coilocistose, que permite a visualização de núcleos celulares picnóticos circundados por zonas claras (coilócitos), acompanhados pela variabilidade de tamanho de núcleos e membranas nucleares irregulares. 

### Diagnóstico diferencial
O diagnóstico do condiloma é obtido a partir de eliminação de outras lesões que acometem a cavidade oral a genital, como por exemplo: papiloma de células escamosas, hiperplasia epitelial focal, verruga vulgar.

## Tratamento e Prognóstico
Os condilomas orais normalmente são tratados com excisão cirúrgica conservadora. A ablação a laser também tem sido usada, mas este tratamento tem sido questionado pela sua capacidade de espalhar o HPV transportado pelo ar através de microgotas aerossolizadas, criadas pela vaporização do tecido lesionado. Independente do método usado, os condilomas devem ser removidos, porque são contagiosos e podem espalhar-se para outras superfícies da boca e para outras pessoas através do contato direto (normalmente, sexual).  Nos condilomas orais o risco de transformação maligna ainda não foi relatado. 

## Genética do vírus
Os Papilomavírus humanos pertencem a uma grande família de vírus, os papovaviridae. São pequenos, epiteliotrópicos e têm cerca de 55nm de diâmetro. Apresentam um genoma composto de 7200 a 8000 pares de base com peso molecular de 5.2 x 106 daltons. É formado por um capsídeo que possui 72 capsômeros de estruturas icosaédricas, sem envelope lipoprotéico em uma única molécula circular dupla de DNA. A expressão do gene viral e replicação procede de uma maneira bem controlada regulada por diferenciação de queratinócitos. Embora o mecanismo de como a diferenciação dos queratinócitos regula a expressão do gene HPV não é totalmente compreendido. Metilação do genoma viral aparece em correlação com a patogênese do HPV e uma eficiente de metilação do DNA do HPV pode associar com a progressão de desenvolvimento de câncer cervical.  

## Odontologia e o condiloma acuminado oral
É de grande relevância para o cirurgião-dentista auxiliar na manutenção da saúde bucal, e neste caso deve-se avaliar as lesões que acometem a cavidade oral, excluindo os diagnósticos diferenciais e com isso promover o tratamento, seja por excisão cirúrgica ou terapias auxiliares. 

## Autoria
Essa pagina virtual foi elaborada como parte avaliativa da disciplina de Biologia Celular e Molecular, do primeiro semestre do curso de Odontologia da UFRN. Os alunos são: Emmily Farias, Francisco Adênio, Gabriela Dantas, Haroldo Gurgel, Vinnicius de almeida.